# Carlos Fernando Martínez de Irujo y McKean
Carlos Fernando Martínez de Irujo y McKean Tacón y Armitage (Washington, 14 de desembre de 1802 - Madrid, 26 de desembre de 1855) va ser un diplomàtic i polític espanyol, II marquès de Casa-Irujo, duc consort de Sotomayor, senador vitalici (d. 1846), cavaller de l'Orde de Carles III, Gran Creu de la portuguesa Orde de la Torre i l'Espasa.
Fill i successor de Carlos Martínez de Irujo y Tacón. La seva mare va ser Sarah Maria Theresa McKean.

## Vida
Afiliat al Partit Moderat, fou diputat de 1837 a 1844. Des del 28 de gener de 1847 va presidir un gabinet de tendència conciliadora per succeir Istúriz. Va ser enderrocat el 28 de març per l'oposició del general Serrano, amant de la reina. Va exercir el ministeri d'Estat durant el tercer govern de Narváez, entre el 23 d'octubre de 1847 i el 29 de juliol de 1848 i, en 1850, va ser nomenat ambaixador a París, càrrec del qual va ser destituït per Bravo Murillo en 1853. Poc abans de morir, la Reina el va designar Cap Superior de Palau.
Va ser segon President del Casino de Madrid, entre 1843 i 1848.

## Matrimoni i fills
Va casar el 23 de juny de 1844 amb Gabriela del Alcázar y Vera de Aragón, VII Duquessa de Sotomayor (1826-1889), de qui va tenir dos fills:
- Carlos Martínez de Irujo y del Alcázar (3 d'abril de 1846 - 14 de setembre de 1909), VIII Duc de Sotomayor, III Marquès de Casa Irujo, Gran d'Espanya.
- María de la Piedad Martínez de Irujo y del Alcázar, casada amb Pedro Caro y Széchényi, VI Marquès de la Romana, Gran d'Espanya.